# آرایشگر سیبری
 آرایشگر سیبری (به انگلیسی: The Barber of Siberia) فیلمی محصول سال ۱۹۹۸ و به کارگردانی نیکیتا میخالکوف است. در این فیلم بازیگرانی همچون جولیا اورموند، ریچارد هریس، اولگ منشیکف، الکسی پترینکو، مارینا نیولووا، ولادیمیر ایلین، دانیل اولبریخسکی، دیوید نیکل، رابرت هاردی، الیزابت اسپرینگز ایفای نقش کرده‌اند.